# ITF NH NongHyup Goyang Women's Challenger Tennis
L'ITF NH NongHyup Goyang Women's Challenger Tennis è stato un torneo professionistico di tennis giocato su campi in cemento. Faceva parte dell'ITF Women's Circuit. Si giocava annualmente a Goyang in Corea del Sud.

## Albo d'oro

### Singolare
| Anno | Campionessa       | Finalista    | Punteggio          |
| ---- | ----------------- | ------------ | ------------------ |
| 2011 | Chanel Simmonds   | Lee Ye-ra    | 6(9)–7, 61, 7–6(3) |
| 2012 | Duan Yingying (1) | Zhang Ling   | 6–3, 6–3           |
| 2013 | Duan Yingying (2) | Liu Fangzhou | 6–3, 6–4           |

### Doppio
| Anno | Campionesse              | Finaliste                                 | Punteggio           |
| ---- | ------------------------ | ----------------------------------------- | ------------------- |
| 2011 | Kim Ji-young Yoo Mi      | Kim Kun-hee Yu Min-hwa                    | 6–2, 6–4            |
| 2012 | Liu Wanting Sun Shengnan | Nicha Lertpitaksinchai Peangtarn Plipuech | 6(1)–7, 6–3, [10–7] |
| 2013 | Nao Hibino Akiko Ōmae    | Han Na-lae Yoo Mi                         | 6–4, 6–4            |